# Kortatu
Kortatu est un groupe de punk rock basque espagnol, originaire d'Irun, dans le Pays basque. Actif entre 1984 et 1988, le groupe est l'un des pionniers du ska en Espagne. Il s'inspire principalement du groupe britannique The Clash et du groupe basque Hertzainak. Kortatu deviendra le symbole de toute une génération grâce à sa musique à la fois festive, militante et contre-culturelle.

## Biographie

### Débuts
Kortatu est formé en 1984, par des membres originaires d'Irun, dans le Pays basque. Le groupe se forme par les frères Muguruza, Iñigo (basse) et Fermin (chant et guitare), et Mattin (batterie) lors d'un concert des Clash à Saint-Sébastien et de The Beat à Bilbao. Mattin est remplacé par Treku Armendariz, qui restera au sein de Kortatu jusqu'à sa séparation. Treku jouait dans un groupe appelé Cremental. Mattin partira en Angleterre, et Treku prendra sa place.
Mélangeant rock, reggae, ska et l'énergie punk, le groupe enregistre une première démo avec des chansons telles que Mierda de ciudad (reprise de la chanson Drinking and Driving du groupe The Business), El último ska et Hay algo aquí que va mal (reprise de Doesn't Make It Alright de The Specials). La popularisation du groupe débute à la fin de l'année, lorsqu'ils participent à l'album Kortatu/Cicatriz/Jotakie/Kontuz-Hi! (aussi appelé Disco de los cuatro) publié chez Soñua Records en 1985 ; l'album fait aussi participer Cicatriz, Jotakie et Kontuz-Hi!. Les chansons incluses dans l'album sont Nicaragua Sandinista, Mierda de ciudad et El último ska de Manolo Rastamán. Nicaragua Sandinista, la première chanson écrite par Fermin Muguruza, apparait dans la « liste des 200 meilleures chansons du pop-rock espagnol » établie par la version espagnole de Rolling Stone dans le numéro 142.

### Popularité
En 1985, Kortatu entame une tournée au Pays basque, participant à plusieurs festivals et concerts. Au fur et à mesure de son ascension, son engagement pour la reconnaissance du Pays basque se renforce, et les chansons en basque se font plus nombreuses. Le 31 mai, ils jouent avec le groupe Barricada.
Ils se dirigeront plus tard aux studios Tsunami de Saint-Sébastien, pour y enregistrer leur premier album, l'éponyme Kortatu (Soñua, 1985). La majeure partie des chansons est chantée en espagnol, à l'exception des chansons Sarri, Sarri et Zu atrapatu arte, chantées en euskara. L'album comprend également une reprise de la chanson Jimmi Jazz du groupe The Clash. Il fait participer des groupes locaux tels que La Polla Records, Hertzainak, et Zarama.
En 1986, ils entament une tournée en Europe traversant la Suisse, l'Allemagne et les Pays-Bas. Le premier maxi-single, A la calle (Soñua, 1986), comprend trois chansons : Hay algo aquí que va mal, A la calle et la première chanson espagnole axée dub Desmond dub. En septembre ils entrent aux studios Elkar et y enregistrent un deuxième album, El estado de las cosas (Soñua, 1986). L'esprit festif du premier album y est présent (Equilibrio, Cartel en el casco viejo de Bilbao et Aizkolari), accompagné de chansons telles que 9 zulo, Nivel 30, El Estado de las cosas et Hotel Monbar. Comme son prédécesseur, il est principalement chanté en espagnol. Il y fait participer Jabier Muguruza (accordéon sur Jaungoikoa eta Lege Zarra), Xabier Montoia (chanteur du groupe M-ak, sur 9 zulo) et Josetxo Silguero (saxophone sur Equilibrio).

### Séparation
En 1987, ils jouent dans toute l'Espagne, en France, et de nouveau en Suisse et en Allemagne. Plus tard sort une compilation exclusivement distribuée en Europe : A Frontline Compilation chez Red Rhino-Organik en 1988. Ils repartiront de nouveau en tournée. La même année, ils publient l'album live Azken Guda Dantza, qui est classé parmi les meilleurs concerts de la décennie par la revue américaine Maximumrocknroll . À la suite d'un dernier concert, le groupe se sépare et les frères Muguruza vont fonder Negu Gorriak (avec Kaki Arkarazo, Mikel Kazalis - bassiste d'Anestesia, et Mikel Abrego - batteur de BAP!!) et créer leur label, Esan Ozenki.

## Discographie

### Albums studio
- 1985 : Kortatu
- 1986 : El Estado de las Cosas
- 1988 : Kolpez Kolpe
- 1988 : Azken Guda Dantza
- 1988 : A Frontline Compilation

### Singles et EP
- 1986 : A la calle (EP)
- 1988 : Aizkolari (single)
- 1988 : After-Boltxebike (single)
- 1988 : Guernika 37-87 (single)
- 1988 : Nicaragua Sandinista (single)
- 1988 : Kolpez Kolpe (single)